# Phare de Punta Mogotes
Le phare de Punta Mogotes (en espagnol : Faro Punta Mogotes) est un phare actif situé près de la ville de Mar del Plata (Partido de General Pueyrredón), dans la Province de Buenos Aires en Argentine. Il est géré par le Servicio de Hidrografía Naval (SHN) de la marine . 
Le phare est classé monument historique national  depuis le 10 novembre 2010.

## Histoire
Le phare, mis en service en 1891, se trouve sur Punta Mogotes (es), à la limite sud des plages. Il se trouve désormais sur la zone protégée des lagunes de Punta Mogotes gérée par la réserve naturelle du port Mar del Plata (es).
Le phare a été préfabriqué par l'entreprise française Barbier, Bénard et Turenne. Le parc du phare comprend aussi, un bâtiment pour la corne de brume et un petit musée maritime, ainsi que le logement des gardiens qui entretiennent toujours le phare. Le phare et le musée se visitent tous les jours, sauf le dimanche.

## Description
Ce phare  est une tour tronconique en fonte, avec une galerie et une lanterne de 35 m de haut, montée sur un socle circulaire. La tour est peinte en rouge avec deux bandes blanches horizontales et le dôme de la lanterne est rouge. Il émet, à une hauteur focale de 55 m, un long éclat blanc de 1.5 seconde par période de 19 secondes. Sa portée est de 25 milles nautiques (environ 46 km) pour le feu blanc et 12 milles nautiques (environ 18 km) pour le feu de réserve. 
Il possède un radiophare émettant les lettres PM en code morse depuis 1934. Il est doté d'un Système d'identification automatique.
Identifiant : ARLHS : ARG-005 - Amirauté : G0913 - NGA : 110-19472 .

## Caractéristique dufeu maritime
Fréquence : 19 secondes (W)
- Lumière : 1.5 seconde
- Obscurité : 17.5 secondes

### Lien connexe
- Liste des phares d'Argentine